# Khamyab (huyện)
Khamyab là một huyện thuộc tỉnh Jowzjan, Afghanistan. Dân số thời điểm năm 1999 là 10,575 người.